# Тейер, Эббот Хэндерсон
Эббот Хэндерсон Тейер (англ. Abbott Handerson Thayer; 1849—1921) — американский художник. Известен как первооткрыватель принципов военного камуфляжа().

## Жизнь и творчество
После окончания школы Тейер приезжает в Нью-Йорк, где учится в бруклинской Школе искусств, а затем в Национальной академии дизайна. В 1875 году он отправляется в Париж и поступает в Школу изящных искусств, где его преподавателями были Анри Леман и Жером.
В 1879 году Тейер возвращается на родину; живёт и работает в Нью-Йорке. В этот период художник пишет в стиле барбизонцев преимущественно сценки из жизни животных и пейзажи. Со временем тематика его творчества меняется и Тейер становится известным портретистом. С 1889 года он — член-корреспондент Национальной Академии дизайна, с 1901 года — действительный член Академии. Был также членом-корреспондентом Академии Святого Луки в Риме. С 1901 года Тейер живёт в сельской местности Нью-Гэмпшира.
Эббот некоторое время провёл в городе Даблин, штат Нью-Гэмпшир, где была колония художников. Здесь он заинтересовался защитной окраской в природе.
Умер 29 мая 1921 года. Был кремирован и прах развеян.

## Теория камуфляжа

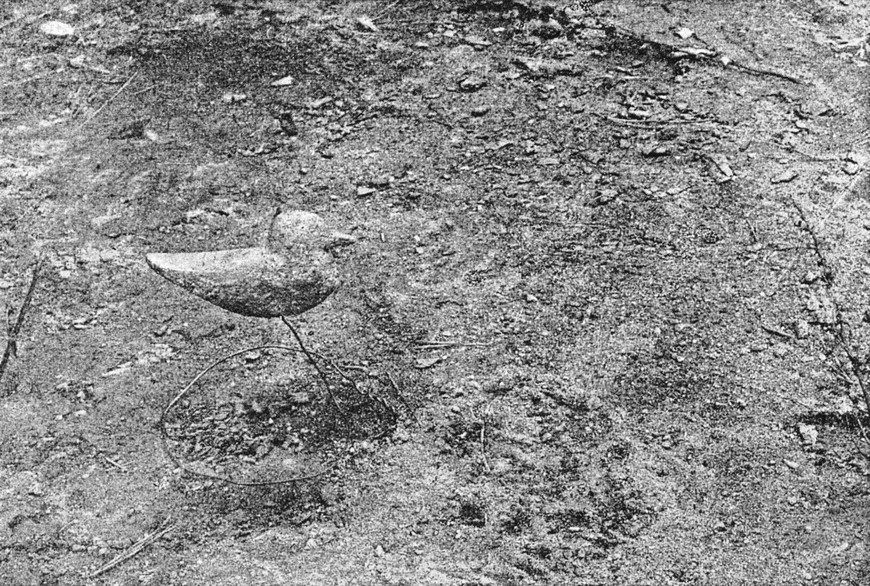
Пример использования противотеней в работе Тейера

Тейер внес заметный вклад в теорию и практику военного камуфляжа. Используя наблюдения над маскировочной окраской животных и птиц, разработал принцип камуфляжа, названный Countershading («противотени», другое название Thayer’s Law).
Метод Тейера был основан на открытом им механизме работы мозга при восприятии визуальных образов. Тейер понял, что мозг в первую очередь реагирует на контрасты, контуры и узор. На основе этого анализа формируется предварительная версия о природе образа, которая и становится основой для дальнейшего осмысления увиденного. Понимание этого механизма позволило Тейеру понять принципы мимикрии в живой природе (на илл.) и разработать на этой основе способы камуфляжа. Тейер первым в истории предложил военным использовать противотивотеневые эффекты и маскировочные рисунки.
В 1898 году совместно с художником Джорджем де Форест Брашем запатентовал принцип маскировочной окраски кораблей (патент США № 715013 — «Process of Treating the Outside of Ships, etc., For Making Them Less Visible».)

### Семья
Сестра: Эллен Фишер (1847—1911) — американская художница.
Был дважды женат:
1. Catherine Bloede Thayer (1846—1891);
2. Emeline Buckingham Beach Thayer (1849—1924) — также была художником-анималистом.

Дети:
- William Henry Thayer (1878—1880);
- Mary Bloede Thayer Birch (1878—?);
- Ralph Waldo Thayer (1881—1881);
- Gerald Handerson Thayer (1883—1935);
- Gladys Thayer Reasoner (1886—1945).

## Галерея

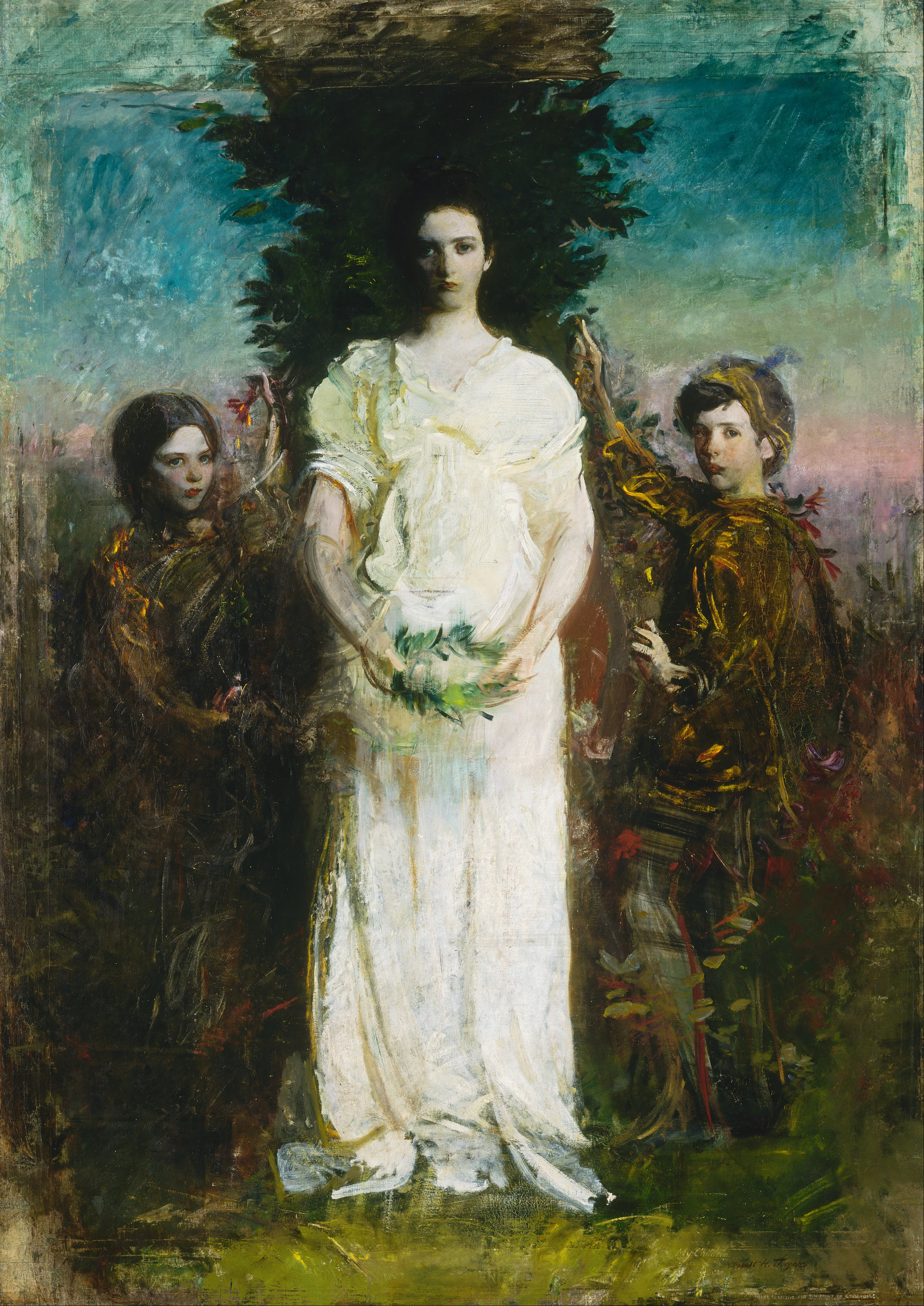
Мои дети (1897)
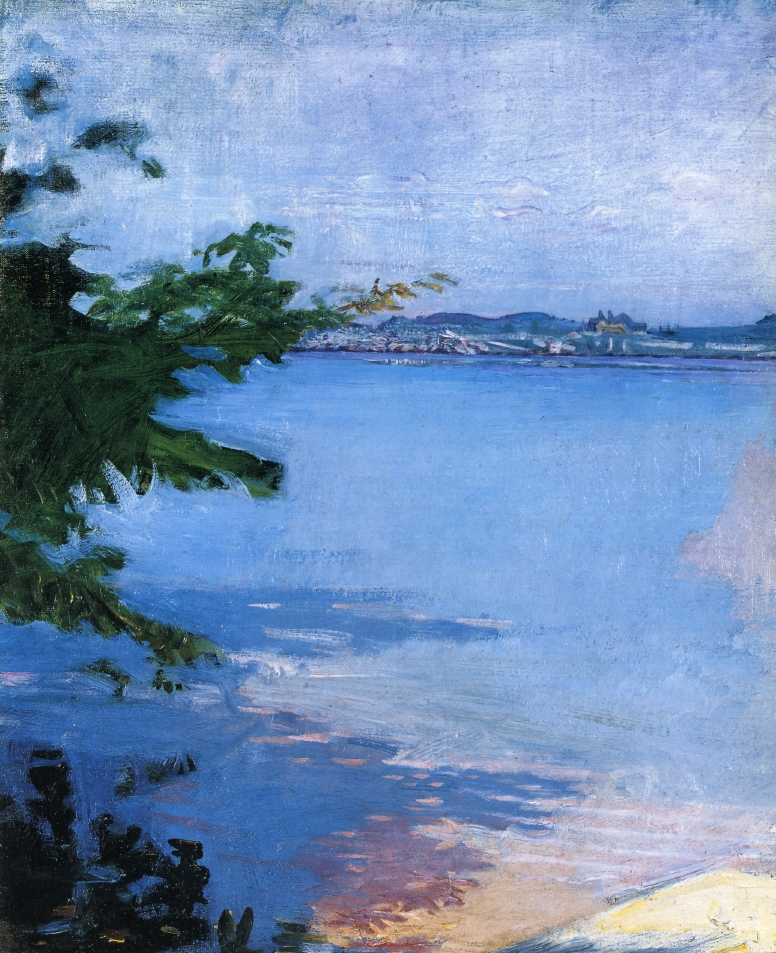
Дублин Понд, Нью-Гэмпшир (1894)
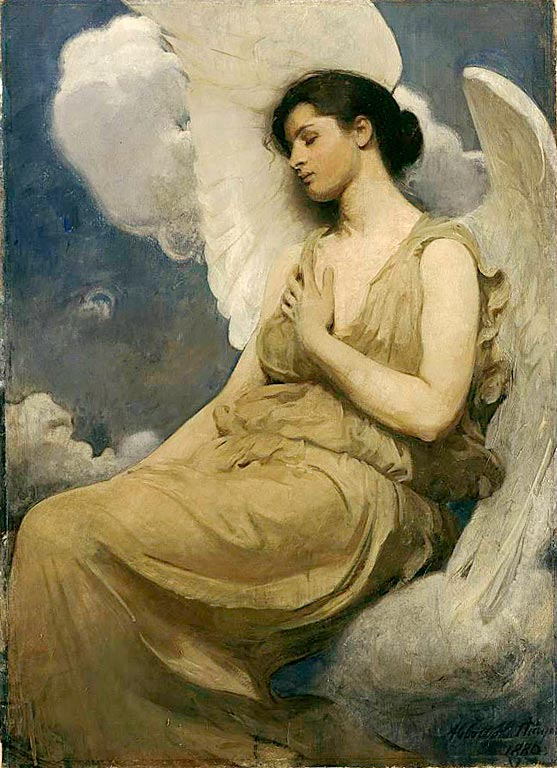
Крылатая фигура (1889)
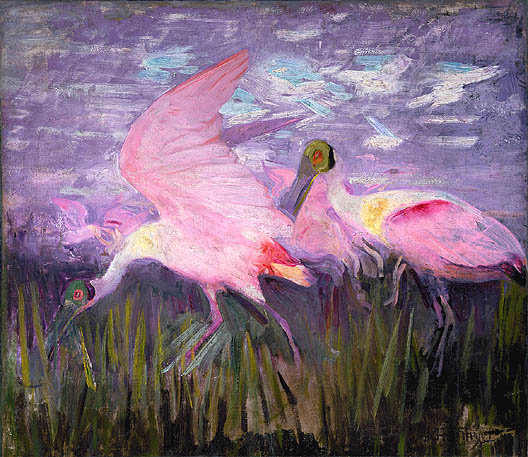
Розовые фламинго (1905—1909)
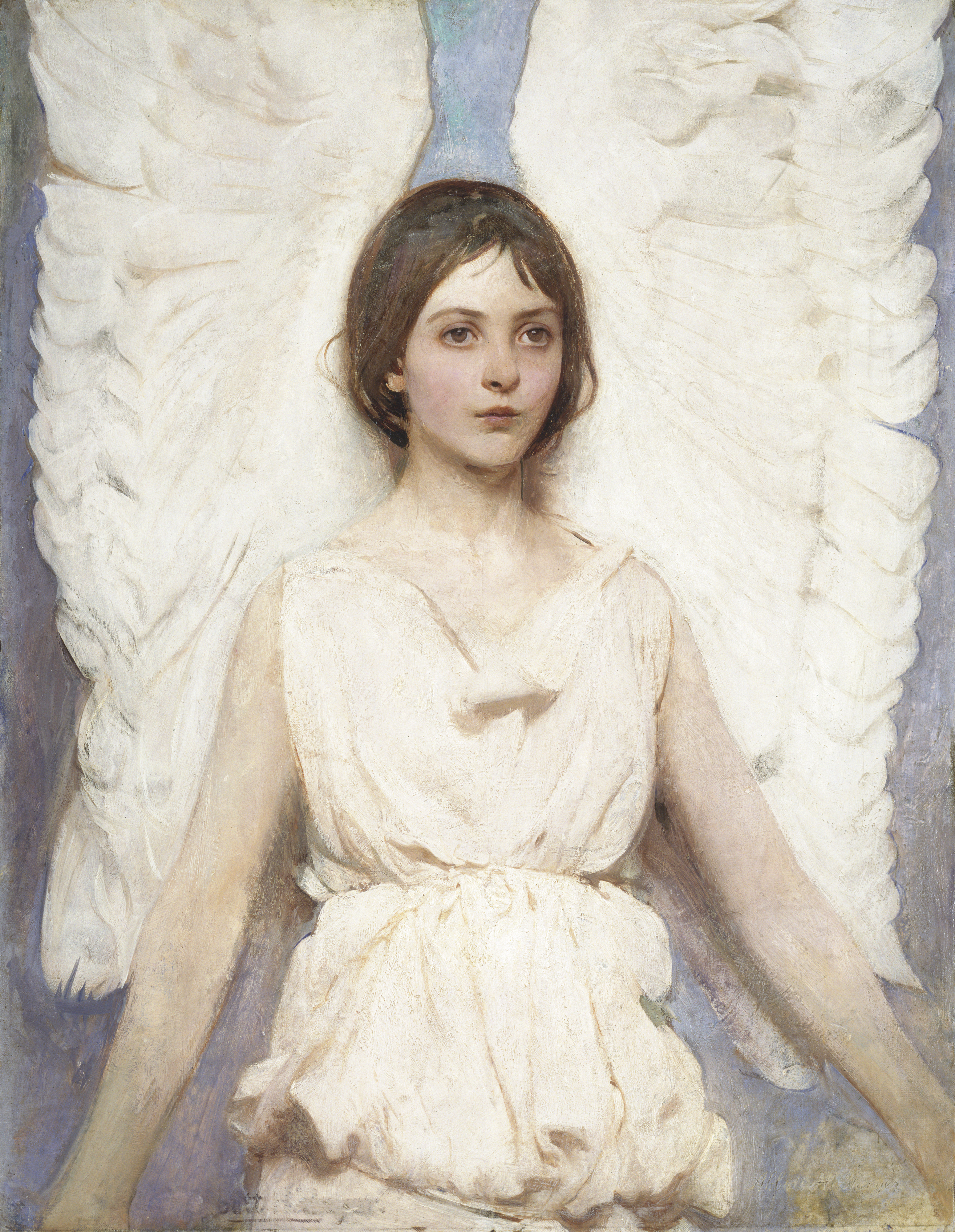
Ангел
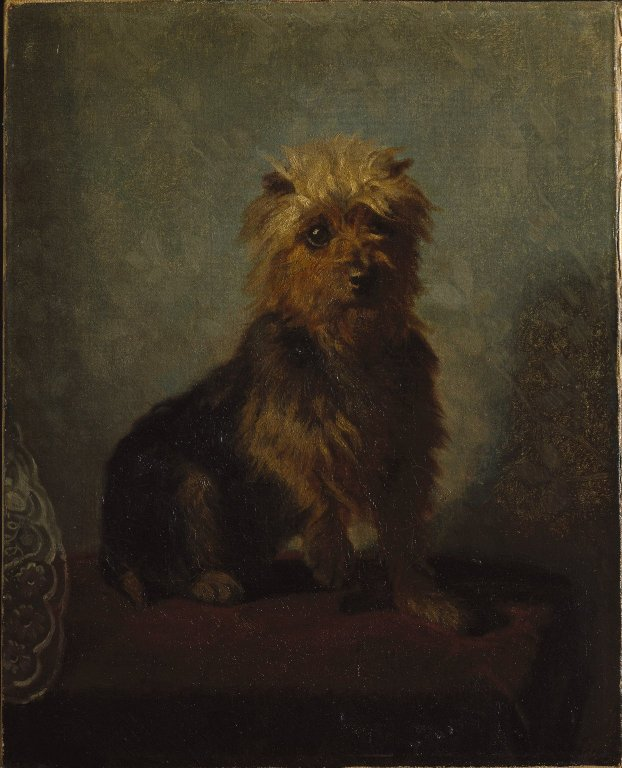
Пёс Чедвика
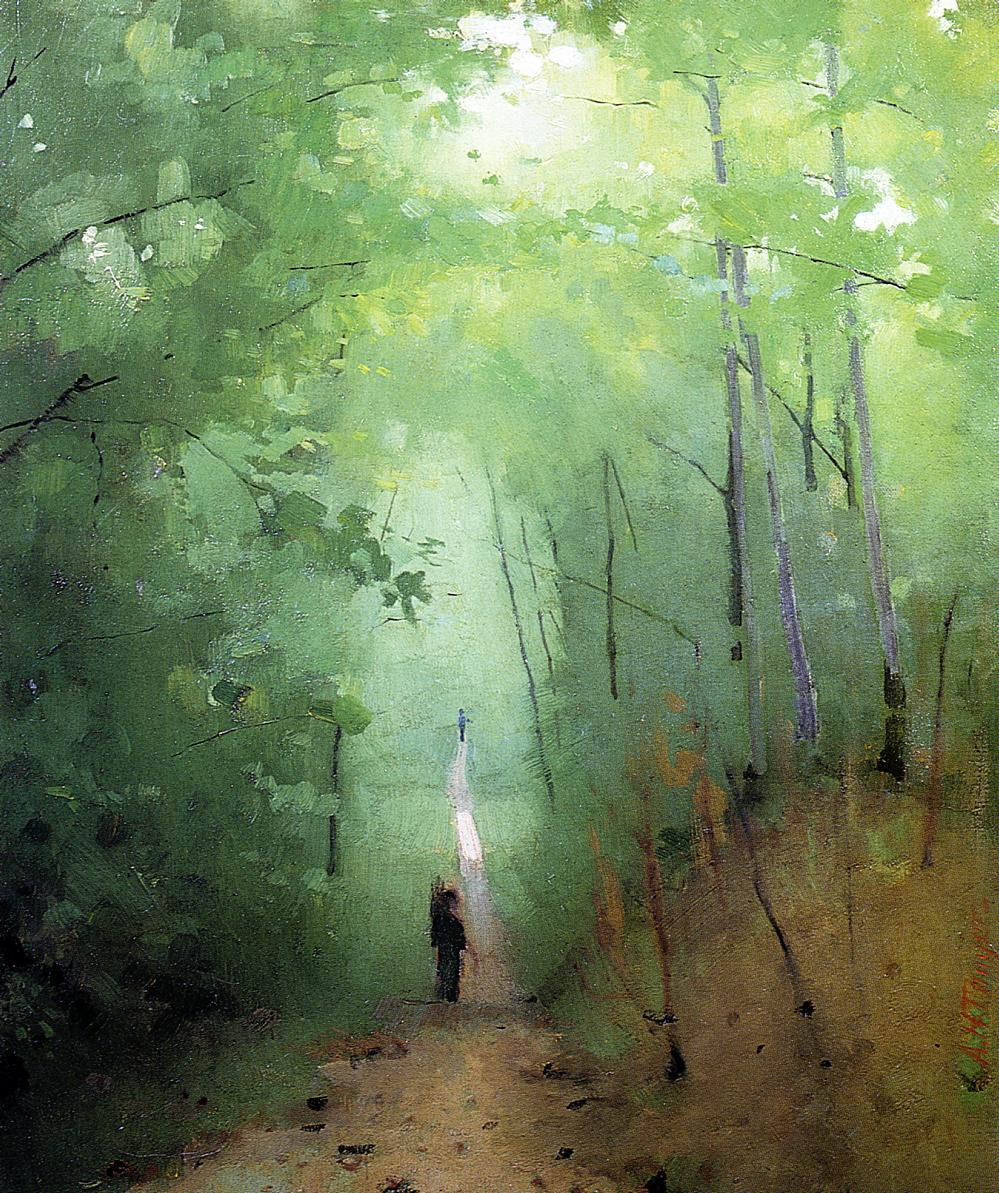
Лес Фонтенбло
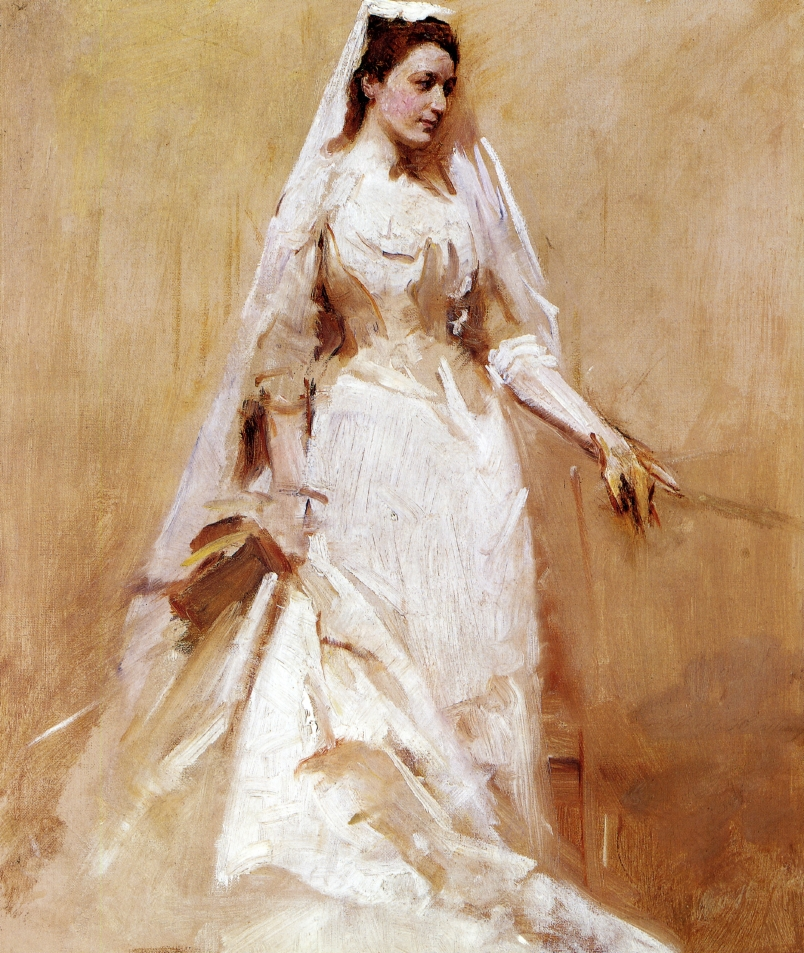
Невеста (1895)
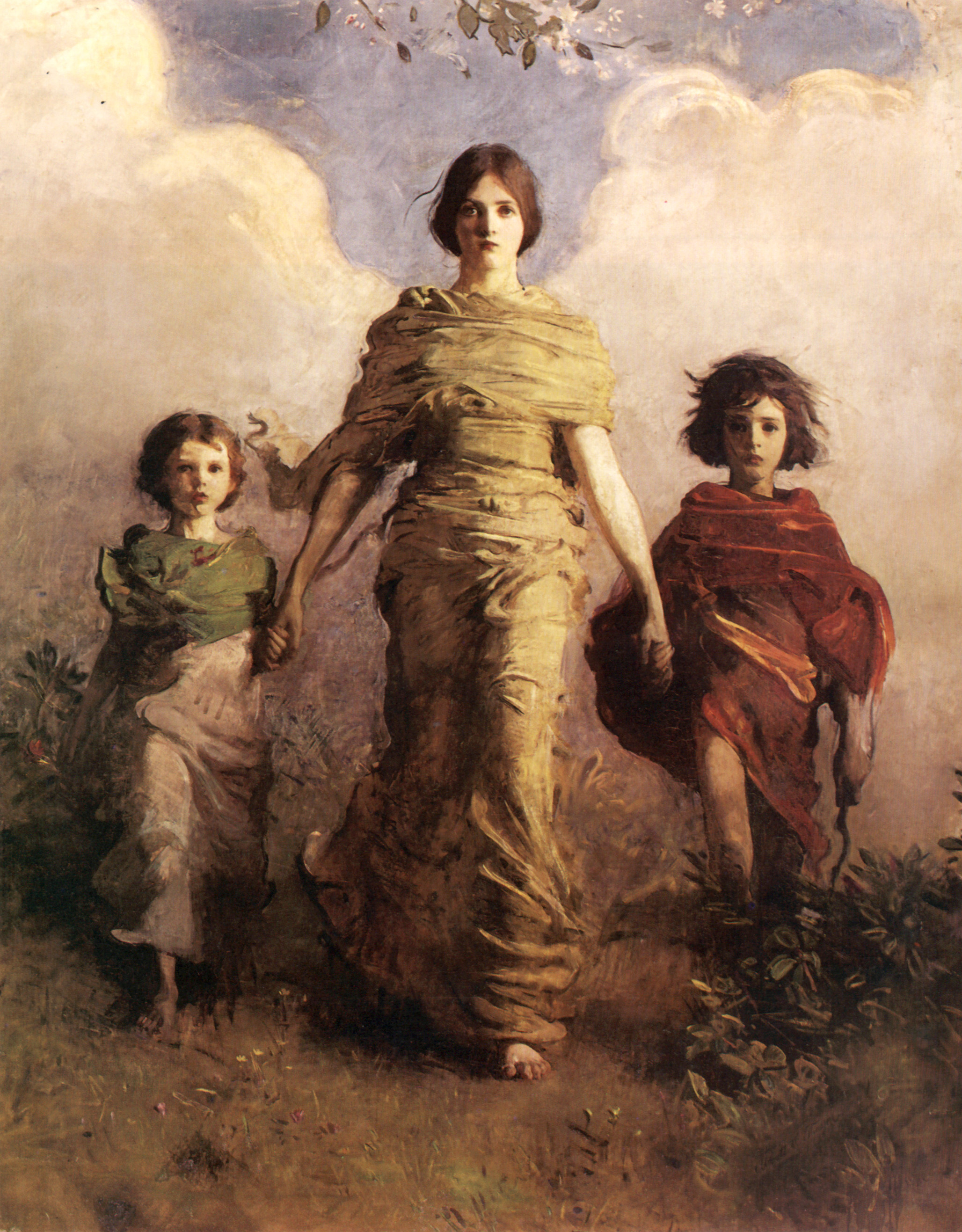
Дева
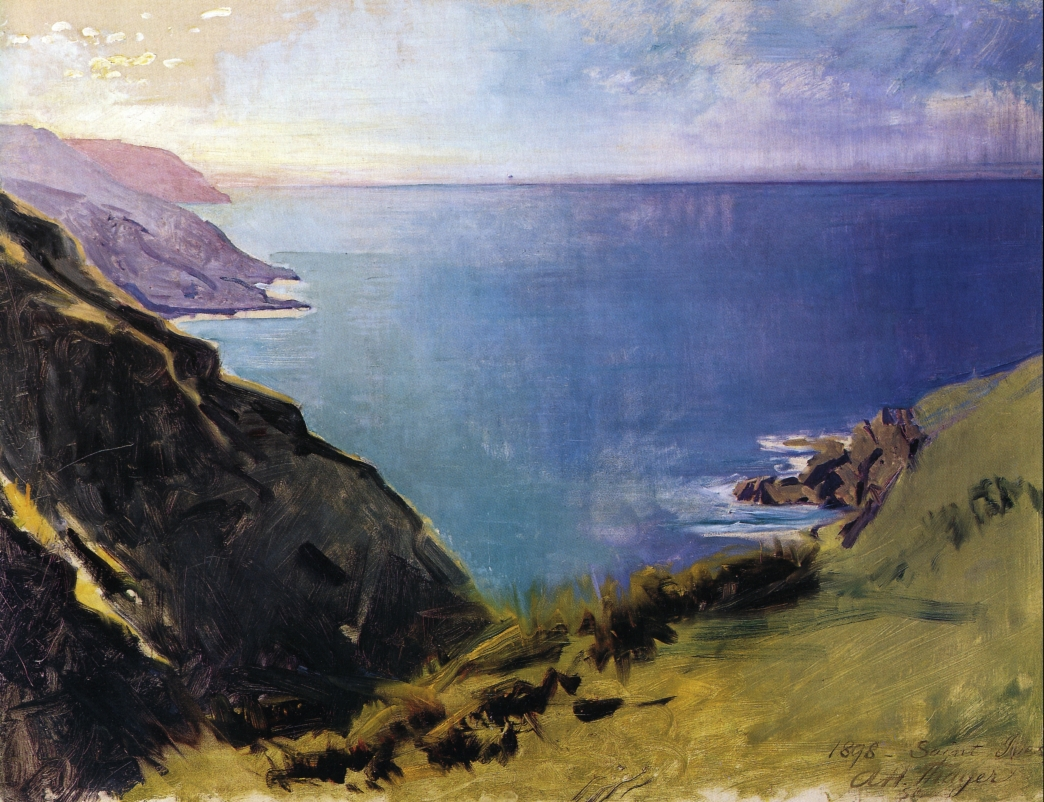
Мыс Корниш (1898)
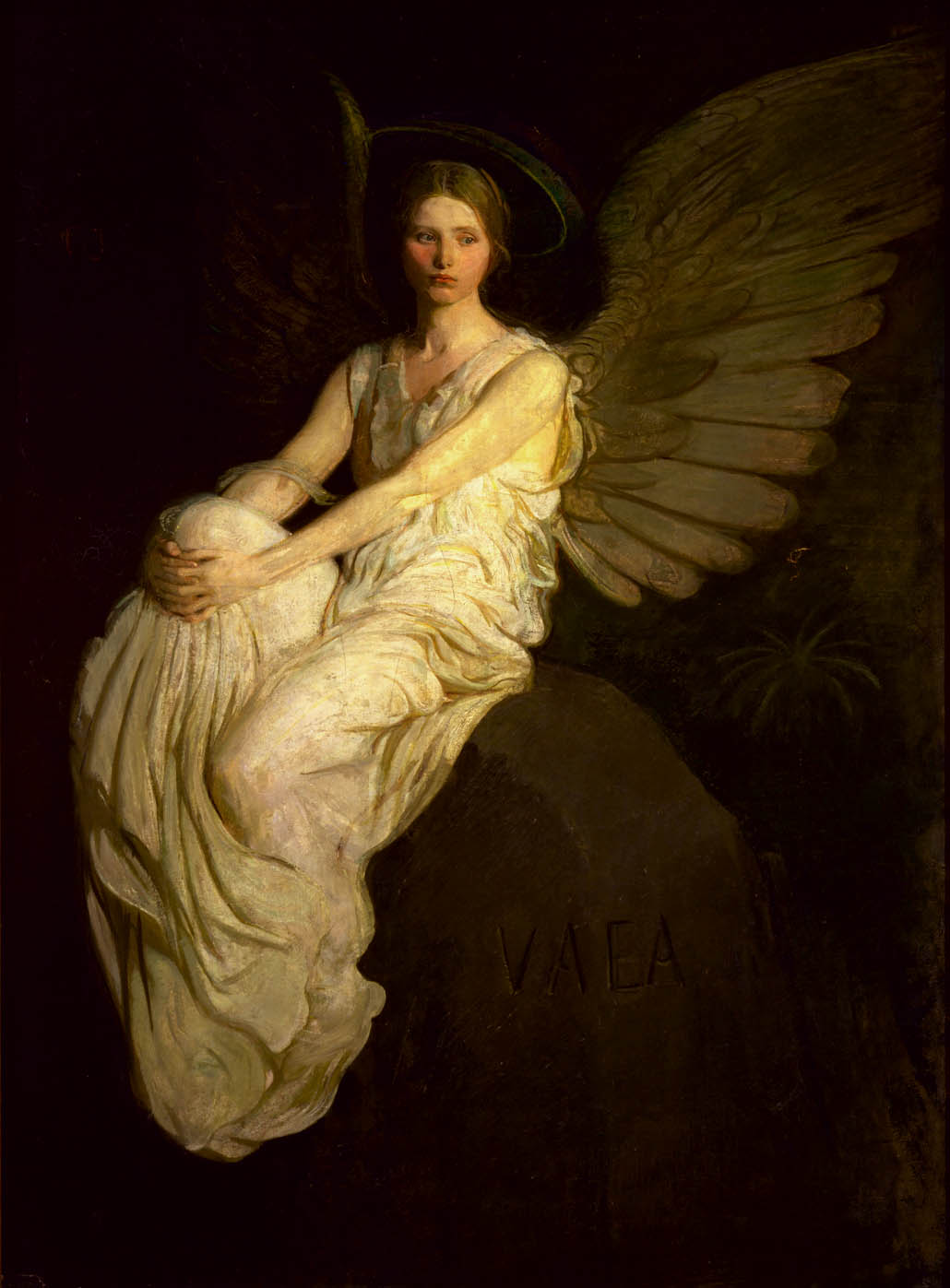
Памяти Стивенсон (1903)
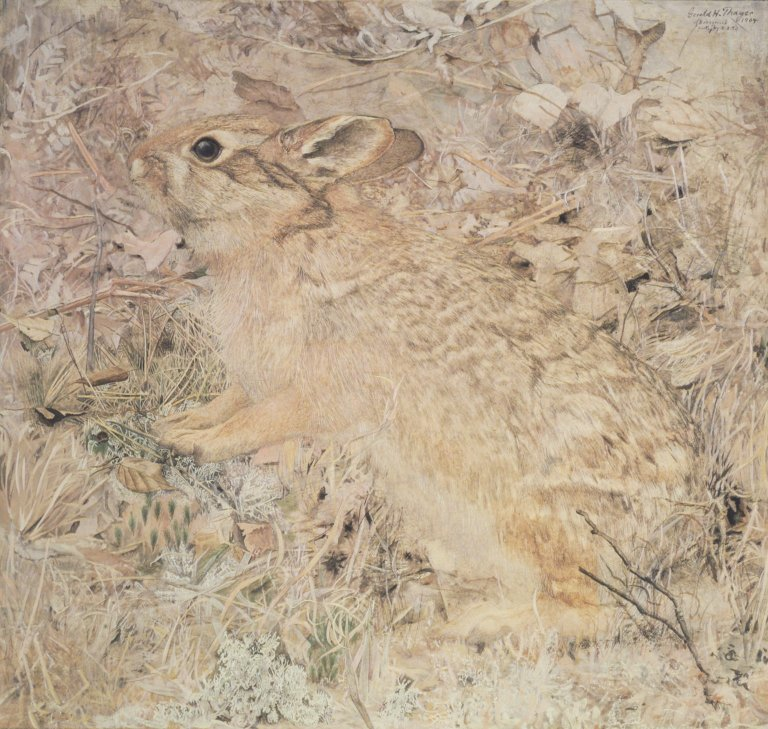
Э.Х.Тейер и Дж.Х.Тейер Кролик в сухой траве (1909)